# Віслюк дикий
Дикий віслюк (Equus africanus) — вид з роду Кінь (Equus), ряду Конеподібних (Equiformes), родоначальник свійського віслюка. Є тільки кілька сотень дикого віслюка, залишеного в дикій природі.

## Таксономічні примітки
Цей таксон іноді розглядається під видовою назвою asinus. Проте, це вважається назвою, що застосовується до свійської тварини й відкинута на користь africanus.

## Поширення
Дикий осел зустрічається в Еритреї та Ефіопії, а також деякі тварини можуть зберегтися в Джибуті, Сомалі, Судані та Єгипті, хоча вважаються регіонально вимерлими в Єгипті й Судані. Розрізняють два підвиди. Нубійський дикий осел, E. a. africanus, жив у нубійській пустелі на північному сході Судану, зі сходу від річки Ніл до берегів Червоного моря і на південь до річки Атбара і в північну Еритрею. Під час повітряних польотів у 1970-і роки, дикі осли були помічені в долині Барка Еритреї і в районі кордону між Еритреєю і Суданом. Сомалійський дикий осел, E. a. somaliensis, був знайдений в районі Denkelia Еритреї, в Данакільській пустелі й у долині річки Аваш в районі Афар на північному сході Ефіопії, західному Джибуті, й у Огаденській області, сх. Ефіопія. У Сомалі, він жив від Meit та Erigavo на півночі до долини Нуга й на південь до річки Уебі-Шабелле. Сучасний ареал тварин становить близько 23 000 км2 (Кебеде 2013). Основне середовище проживання — посушливі й напівпосушливі чагарники й поля. В Еритреї та Ефіопії дикий осел живе в вулканічному ландшафті Великої рифтової долини, від нижче рівня моря до 2000 м. 

## Поведінка
Єдині стійкі групи складаються з самиці та її потомства. Самиці можуть утворювати групи з іншими самицями або з самцями, але навіть тимчасові групи невеликі. Низька щільність і низька комунікабельність може бути наслідком низької якість кормів і їх доступності. Це в основному травоїдні тварини. E. africanus мають тенденцію народжувати одне лоша кожні два роки; пологи відбуваються під час сезону дощів. Активні в прохолоді світанку і в сутінках, дикі віслюки шукають тіні в розпал дня і здатні вижити без води протягом декількох днів. У неволі, як відомо, живуть 40 років.

## Морфологічні особливості
Довжина: 200 см. Висота плечей: 125–145 см. Вага 275 кг.
Має кремезну форму тіла. Коротка, гладка шерсть від світло-сірого до жовтувато-коричневого кольору, вицвітає до білого на нижніх частинах тіла й ногах. Обидва підвиди мають темну смугу по всій спині, а сомалійський дикий осел (E.a.somalicus) також має горизонтально смугасті ноги як у зебри. Вуха великі й по краях чорні; густа, вертикально поставлена грива також чорного кольору на кінчику.

## Загрози та охорона
Основна загроза це полювання на їжу і в лікувальних цілях; наприклад, частини тіла і суп з кісток використовують для лікування туберкульозу, запорів, ревматизму, болів у спині, і болю кісток. Обмежений доступ до питної води і корму (в основному через конкуренцію з домашньою худобою) також є одною з основних перешкод для збільшення чисельності диких віслюків. Лошата до трьох місяців найбільш піддані ризику. Третя потенційна загроза виживанню це  можливе схрещування зі свійським віслюком. Тим не менше, немає ніяких наукових доказів такої гібридизації.
В Ефіопії, Yangudi-Rassa National Park (4731 км2)та Mille-Serdo Wild Ass Reserve (8766 км2) були створені в 1969 р. Проте, перший ніколи не був офіційно оголошений, і обидві області використовуються великою кількістю скотарів і їх худобою. Ці райони є віддаленими і вкрай посушливими, і ефіопський орган охорони дикої природи не мав достатніх коштів або персоналу для належного управління. Немає охоронних територій в межах проживання виду в Сомалі. Популяції сомалійського дикого віслюка зберігаються в неволі.